# Palais Menrath
Le palais Menrath (en serbe cyrillique : Менратова палата ; en serbe latin : Menratova palata) est un bâtiment situé à Novi Sad, la capitale de la province autonome de Voïvodine, en Serbie. Construit en 1908, il est inscrit sur la liste des monuments culturels protégés de la République de Serbie (identifiant n° SK 1528).

## Présentation

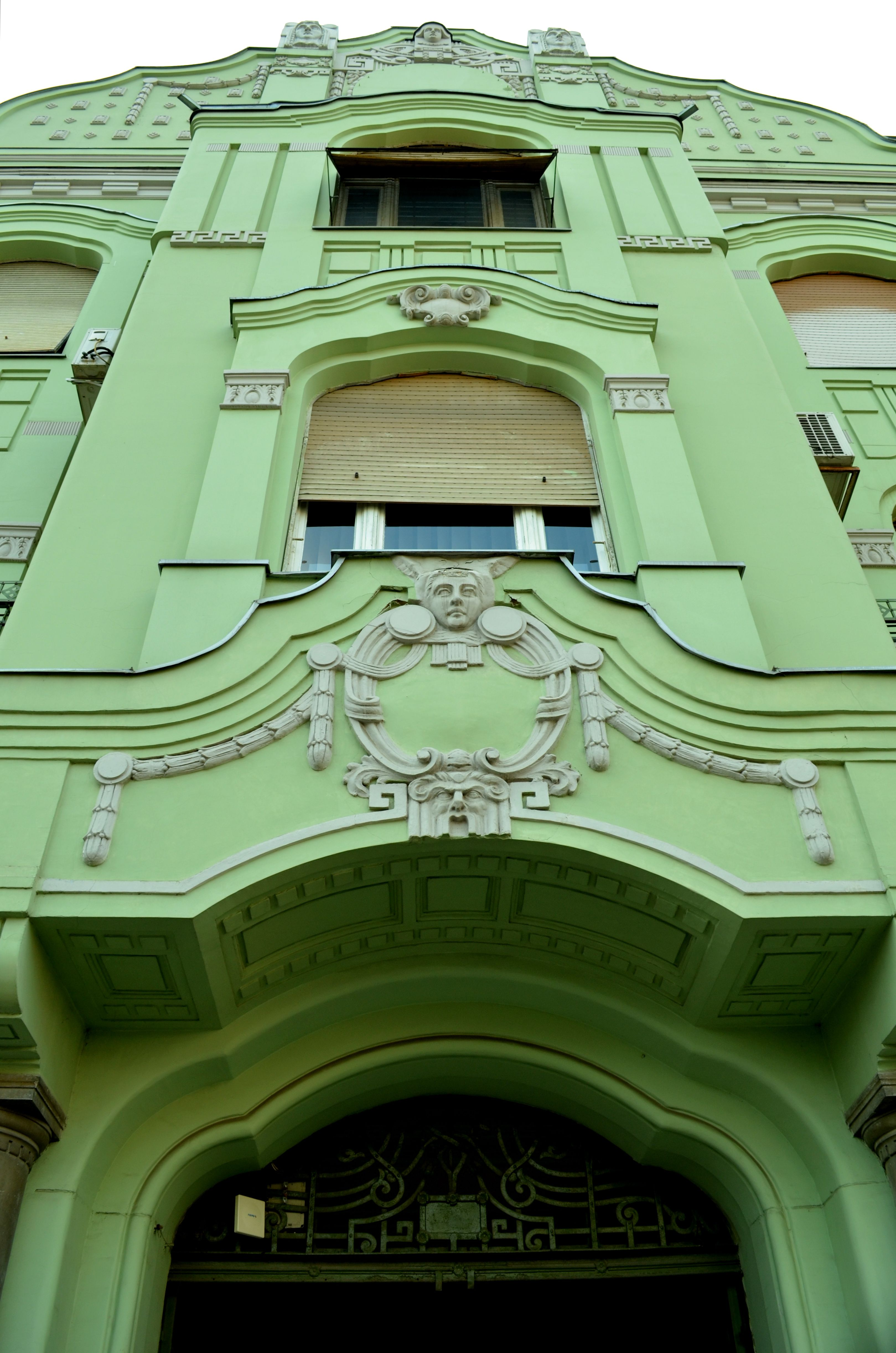
Détail de la façade

Situé 14 rue Kralja Aleksandra dans le quartier central de Stari grad, le bâtiment a été construit en 1908. Il a été conçu par l'architecte hongrois Lipót Baumhorn (1860-1932) pour servir de résidence et de locaux commerciaux à Joseph Menrath, un riche marchand de meubles de la ville. À Novi Sad, Baumhorn a également dessiné les plans de la synagogue de la ville. Le palais Menrath est caractéristique du style de la Sécession hongroise, variante de l'Art nouveau, qui s'est développé à cette époque dans cette partie de l'Empire austro-hongrois.
Le bâtiment, constitué d'un rez-de-chaussée et deux étages, se composait de dix appartements situés aux niveaux supérieurs et il était organisé autour d'une cour intérieure. Au rez-de-chaussée, on trouvait le commerce de meubles sur la rue ainsi qu'un grand espace de stockage dans la cour,.
La façade sur rue est ornée de décorations en plâtre. Les balcons, les baies vitrées et les décorations florales contribuent à lui donner son style « Sécession ».

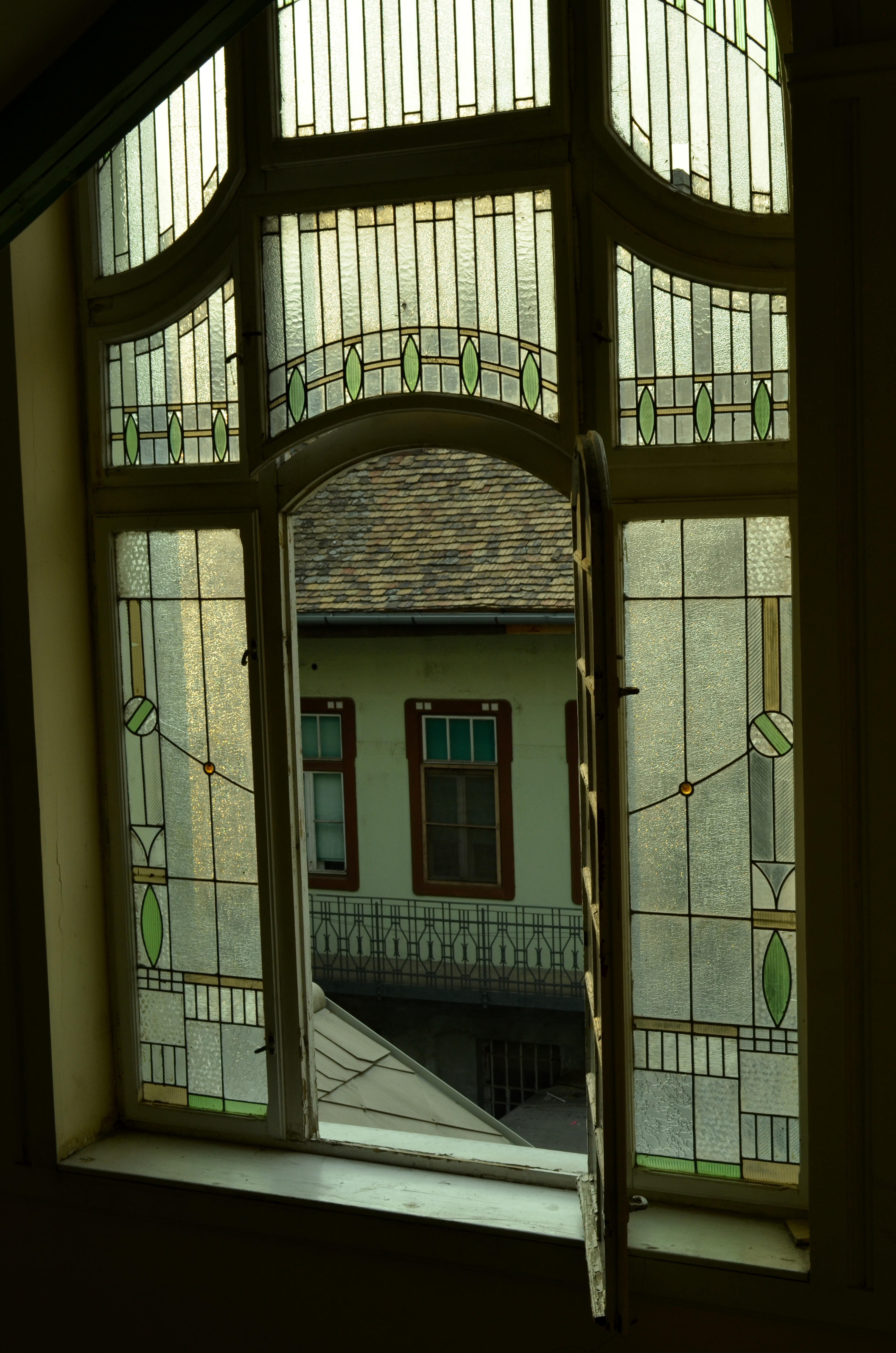
Fenêtre à l'intérieur du bâtiment